# Villenkolonie Solln
Die Villenkolonie Solln ist eine Siedlung in München.

## Lage
Die Villenkolonie liegt im Stadtteil Solln im Süden Münchens nordöstlich des historischen Ortskerns. Ihre Grenzen sind ungefähr: im Süden die Herterichstraße, im Westen die Plattlinger Straße und die Aidenbachstraße, im Norden die Grenze zu Obersendling nördlich der Becker-Gundahl-Straße und im Osten die Bahnstrecke München–Lenggries.

## Geschichte
Gegen Ende des 19. Jahrhunderts erwarben die durch Jakob Heilmann gegründete Heilmann’sche Immobilien-Gesellschaft Land südlich von München in den damals noch eigenständigen Gemeinden Solln und Thalkirchen. Auf dem Areal westlich der Bahnstrecke München–Holzkirchen entstand die Villenkolonie Solln, deren ursprünglicher Name Villenkolonie Wilhelmshöhe (benannt nach Wilhelm II.) war, und östlich der Bahnlinie die Villenkolonie Prinz-Ludwigs-Höhe.

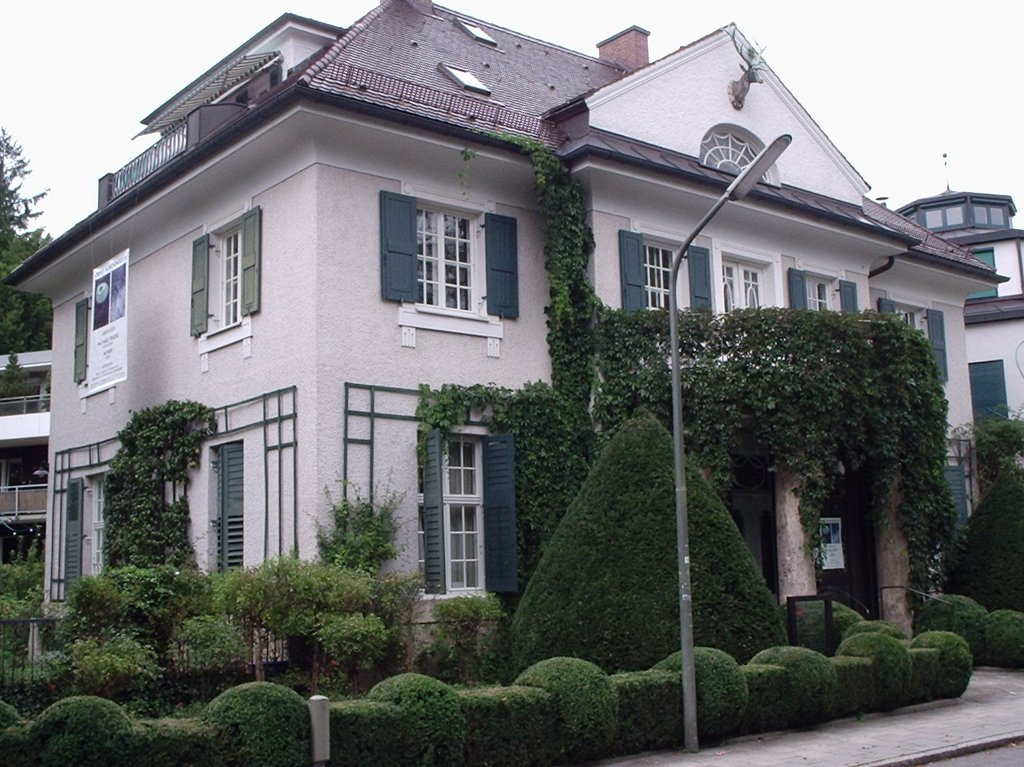
Hubertusapotheke

Die Erschließung des Gebiets für die Villenkolonie Solln begann erst nach 1900, etwa fünf Jahre später als bei der Villenkolonie Prinz-Ludwigs-Höhe. Von der Wolfratshauser Straße ausgehend wurde die Hirschenstraße (heute Sollner Straße) westlich parallel zur Bahnlinie geführt. Ein in Nordwestrichtung führender Feldweg wurde zur Hofbrunnstraße ausgebaut. Die Villenkolonie entstand in dem Winkel zwischen diesen beiden Straßen, die Nordgrenze bildete zunächst die Emil-Dittler-Straße. Dieses Dreieck wurde durch ein unregelmäßiges Straßennetz erschlossen. Durch die Villenkolonie führte die Lindenallee (heute Diefenbachstraße) leicht S-förmig gebogen vom neu eingerichteten Haltepunkt Solln bis zur neuen Pfarrkirche St. Johann Baptist am Fellererplatz. Über sie war die Villenkolonie mit dem historischen Ortskern Sollns verbunden.

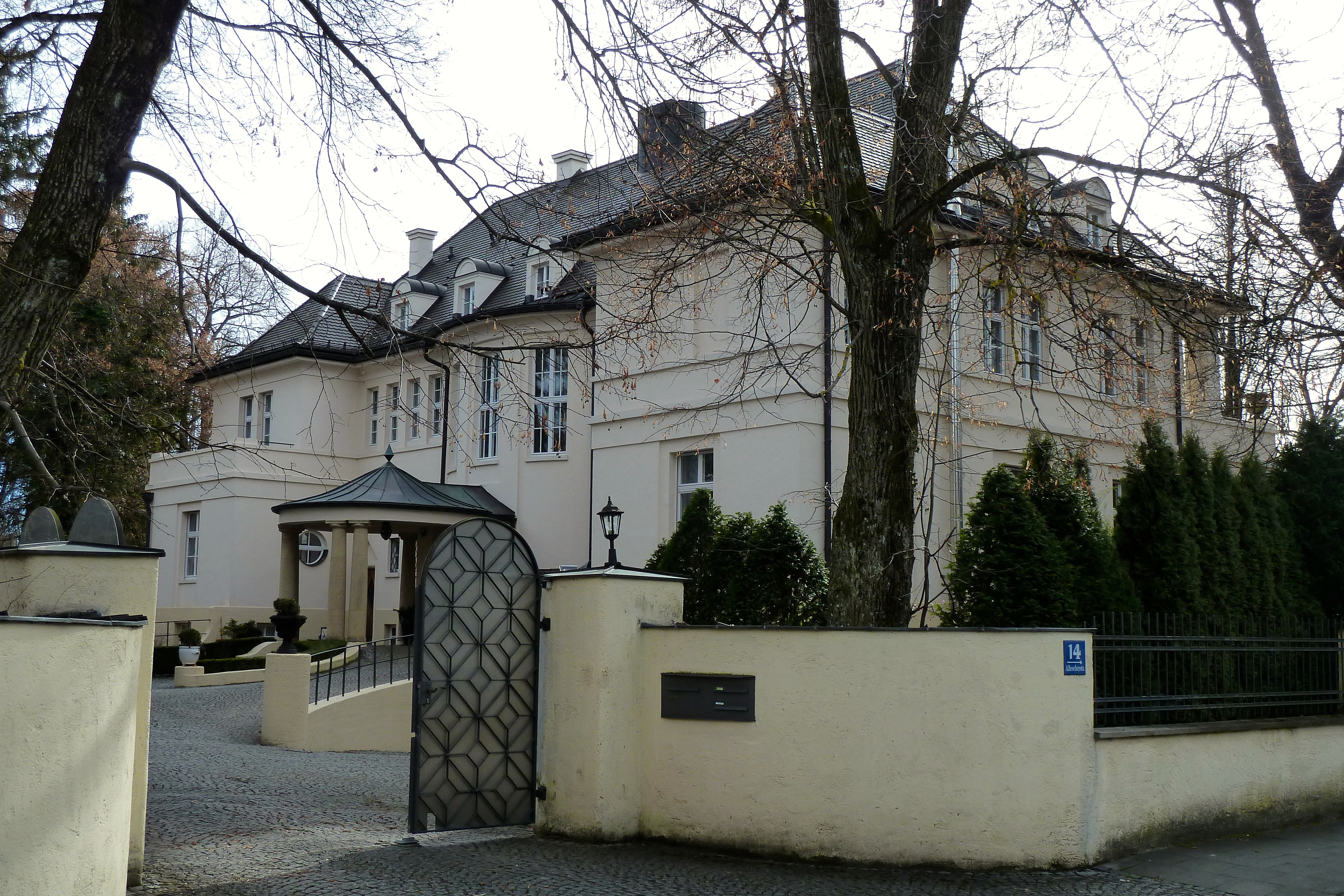
Pfaff-Villa, später zeitweilig Standesamt

Vor dem Ersten Weltkrieg entstanden nur wenige verstreut liegende Bauten, darunter die Buchauer-Villa an der Hofbrunnstraße. Ein lokales Zentrum entstand an der Ecke Sollner Straße / Diefenbachstraße mit dem Gasthaus zum Hirschen, der Hubertusapotheke, dem Postamt und einem Ladenpavillon. Erst nach dem Ersten Weltkrieg wurde die Bebauung ergänzt. Dabei dehnte sich die Villenkolonie auch Richtung Südwesten aus. Aber auch bei Ausbruch des Zweiten Weltkriegs gab es noch große Lücken in der Bebauung. Nach dem Zweiten Weltkrieg wurden dort anstelle der aufwändigen Villen Mehrfamilienhäuser errichtet. In den 1960er Jahren waren kubische Bauten mit Flachdach und zurückgesetztem zweiten Obergeschoss, Balkonen und Terrassen vorherrschend. In den späten 1970er Jahren wurden auch alte Villen in Mehrfamilienhäuser umgebaut. Seit Ende des 20. Jahrhunderts und verstärkt nach der Jahrtausendwende setzte auch hier die Nachverdichtung ein. Während durch diese Nachkriegsbebauung der Charakter als Villenkolonie verlorenging, hat das Viertel durch seine reichhaltige Begrünung viel des ursprünglichen Reizes bewahrt.
Die Villenkolonie Solln war, insbesondere in ihrer Anfangszeit, Wohnsitz zahlreicher bekannter Künstler und Prominenter (siehe auch die Liste Sollner Persönlichkeiten).